# Joanna Solska
Joanna Solska, właśc. Joanna Solska-Czerska (ur. 10 listopada 1949) – polska dziennikarka i publicystka, związana z tygodnikiem „Polityka” i radiem Tok FM.

## Życiorys
Studiowała teatrologię, ukończyła też polonistykę. Pracowała jako dziennikarka w „Sztandarze Młodych”. Na początku lat 80. podjęła współpracę z „Polityką”, a parę lat później dołączyła do stałego zespołu redakcyjnego w dziale ekonomicznym. Od tego czasu pozostaje nieprzerwanie związana z tym tygodnikiem. Wraz z Adamem Grzeszakiem opublikowała w 2003 artykuł Państwo to Jan, w którym poruszono problemy różnych patologii na styku gospodarki i polityki z uwzględnieniem osoby Jana Kulczyka, a który to tekst spotkał się z licznymi sprostowaniami i reakcjami.
Joanna Solska weszła również w skład zarządu spółdzielni wydawniczej „Polityka” Spółdzielnia Pracy. Została nadto regularną komentatorką radia Tok FM.

## Nagrody i wyróżnienia
- 2000: Pryzmat, nagroda Fundacji Edukacji Ekonomicznej (2000)[5]
- 2001: Ostre Pióro, nagroda Business Centre Club[5]
- 2002: Nagroda im. Eugeniusza Kwiatkowskiego za najlepszą publikację o tematyce ekonomicznej[5]
- 2003: Grand Press w kategorii publicystyka[6]
- 2012: Nagroda im. Dariusza Fikusa[7]
- 2012: Nagroda Kisiela[8]